# ألان دوسن (أستاذ جامعي)
ألان دوسن (بالإنجليزية: Alan Dawson)‏ هو معلم موسيقى أمريكي، ولد في 14 يوليو 1929 في ماريتا في الولايات المتحدة، وتوفي في 23 فبراير 1996 في بوسطن في الولايات المتحدة.

## وصلات خارجية
- ألان داوسون على موقع IMDb (الإنجليزية)
- ألان داوسون على موقع ميوزك برينز (الإنجليزية)
- ألان داوسون على موقع أول ميوزيك (الإنجليزية)
- ألان داوسون على موقع ديسكوغز (الإنجليزية)